# Эрмитова нормальная форма
Эрмитова нормальная форма — это аналог ступенчатого вида матрицы для матриц над кольцом {\displaystyle \mathbb {Z} } целых чисел. В то время, как ступенчатый вид матрицы используется для решения систем линейных уравнений вида {\displaystyle Ax=b} для {\displaystyle x\in \mathbb {R} ^{n}}, эрмитова нормальная форма может быть использована для решения линейных систем диофантовых уравнений, в которых подразумевается, что {\displaystyle x\in \mathbb {Z} ^{n}}. Эрмитова нормальная форма используется в решении задач целочисленного программирования, криптографии и общей алгебры.

## Определение
Матрица {\displaystyle H} является эрмитовой нормальной формой целочисленной матрицы {\displaystyle A} если есть унимодулярная матрица {\displaystyle U} такая что {\displaystyle H=UA} и {\displaystyle H} удовлетворяет следующим ограничениям:
1. {\displaystyle H} является верхне-треугольной, то есть, {\displaystyle h_{ij}=0} если {\displaystyle i>j} и любая строка, целиком состоящая из нулей находится ниже всех остальных.
2. Ведущий элемент любой ненулевой строки всегда положителен и лежит правее ведущего коэффициента строки над ней.
3. Элементы под ведущими равны нулю, а элементы над ведущими неотрицательны и строго меньше ведущего.

Некоторые авторы в третьем условии требуют, чтобы элементы были неположительными или вообще не накладывают на них знаковых ограничений.

## Существование и единственность эрмитовой нормальной формы
Эрмитова нормальная форма {\displaystyle H} существует и единственна у любой целочисленной матрицы {\displaystyle A}.

### Примеры
В примерах ниже матрица {\displaystyle H} является эрмитовой нормальной формой матрицы {\displaystyle A}, а соответствующей унимодулярной матрицей является матрица {\displaystyle U} такая что {\displaystyle H=UA}.
{\displaystyle A={\begin{pmatrix}3&3&1&4\\0&1&0&0\\0&0&19&16\\0&0&0&3\end{pmatrix}}\qquad H={\begin{pmatrix}3&0&1&1\\0&1&0&0\\0&0&19&1\\0&0&0&3\end{pmatrix}}\qquad U=\left({\begin{array}{rrrr}1&-3&0&-1\\0&1&0&0\\0&0&1&-5\\0&0&0&1\end{array}}\right)}
{\displaystyle A=\left({\begin{array}{rrrr}2&3&6&2\\5&6&1&6\\8&3&1&1\end{array}}\right)\qquad H=\left({\begin{array}{rrrr}1&0&50&-11\\0&3&28&-2\\0&0&61&-13\end{array}}\right)\qquad U=\left({\begin{array}{rrr}9&-5&1\\5&-2&0\\11&-6&1\end{array}}\right)}

### Алгоритмы
Первые алгоритмы вычисления эрмитовой нормальной формы датируются 1851 годом. При этом первый алгоритм, работающий за строго полиномиальное время был разработан лишь в 1979 году. Один из широко используемых классов алгоритмов для приведения матрицы к эрмитовой нормальной форме основан на модифицированном методе Гаусса. Другим распространённым методом вычисления эрмитовой нормальной формы является LLL-алгоритм.

## Применения

### Вычисления в решётках
Обычно решётки в {\displaystyle \mathbb {R} ^{n}} имеют вид {\textstyle L=\left\{\left.\alpha _{1}a_{1}+\alpha _{2}a_{2}+\dots +\alpha _{n}a_{n}\;\right\vert \;\alpha _{i}\in \mathbb {Z} \right\}}, где {\displaystyle a_{i}\in \mathbb {R} ^{n}}. Если рассмотреть матрицу {\displaystyle A}, чьи строки составлены из векторов {\displaystyle a_{i}}, то её эрмитова нормальная форма будет задавать некоторый единственным образом определённый базис решётки. Данное наблюдение позволяет быстро проверять, совпадают ли решётки, порождённые строками матриц {\displaystyle A} и {\displaystyle A'}, для чего достаточно проверить, что у матриц совпадают их эрмитовы нормальные формы. Аналогичным образом можно проверить, является ли решётка {\displaystyle L_{A'}} подрешёткой решётки {\displaystyle L_{A}}, для чего достаточно рассмотреть матрицу {\displaystyle A''}, полученную из объединения строк {\displaystyle A} и {\displaystyle A'}. В такой постановке {\displaystyle L_{A'}} является подрешёткой {\displaystyle L_{A}} если и только если совпадают эрмитовы нормальные формы {\displaystyle A} и {\displaystyle A''}.

### Диофантовы линейные уравнения
Система линейных уравнений {\displaystyle Ax=b} имеет целочисленное решение {\displaystyle x} если и только если система {\displaystyle Hx=Ub} имеет целочисленное решение, где {\displaystyle H=UA} — эрмитова нормальная форма матрицы {\displaystyle A}:55.

## Реализация
Вычисление эрмитовой нормальной формы реализовано во многих системах компьютерной алгебры:
- HermiteForm в Maple
- HermiteDecomposition в Mathematica
- hermiteForm в MATLAB
- hermite_form в SageMath